# Brigitta Falkner
Brigitta Falkner (* 17. Juni 1959 in Wien) ist eine österreichische Autorin und Zeichnerin.

## Leben
Falkner veröffentlichte mehrere eigene Bücher sowie Beiträge in Anthologien und Zeitschriften. Außerdem schrieb sie redaktionelle Beiträge und Hörspiele für den Rundfunk, produzierte Kurzfilme und zeichnete Comics. Ihre Arbeiten stellte sie u. a. im Marta Herford (2002), Kunsttempel Kassel (2005), Literaturhaus Graz (2015) und Literaturmuseum Wien (2016) aus.
Falkner lebt in Wien.

## Auszeichnungen
- 2002 George Saiko - Reisestipendium
- 2007 Österreichischer Förderungspreis für Literatur[2]
- 2010 Heimrad-Bäcker-Preis
- 2011 Preis der Stadt Wien für Literatur
- 2014 Textfilm made in Austria[3]
- 2017 Preis der Hotlist[4]
- 2021 Veza-Canetti-Preis der Stadt Wien[5]
- 2021 Ernst-Jandl-Preis[6]
- 2022 Georg-Trakl-Preis für Lyrik

## Veröffentlichungen (Auswahl)
- ABC – Anagramme, Bildtexte, Comics. Das Fröhliche Wohnzimmer-Ed., Wien 1992, ISBN 3-900956-12-X
- Tobrevierschreiverbot: Palindrome. Ritter Druck und Verlags-KEG, Klagenfurt 1998, ISBN 3-85415-188-8
- Fabula Rasa. Ritter Druck und Verlags-KEG, Klagenfurt 2001, ISBN 3-85415-307-4
- Lehrbuch der literarischen Mathematik, mit Gerhard Grössing (Vorwort), Oswald Egger, Franzobel und Peter Waterhouse; echoraum, ISBN 3-901941-00-2
- Nachtwach, in Sprachen. Mit Anton Bruhin, Oswald Egger, Christian Prigent, Ulrich Schlotmann, Manos Tsangaris, Urs Engeler (Herausgeber); Engeler, Urs Editor GmbH und Co. KG, ISBN 3-9520722-8-1
- Bunte Tuben: Anagramm. Engeler,[7] Basel 2004 ISBN 3-905591-73-1
- Populäre Panoramen I. Klever Verlag, Wien 2010, ISBN 978-3-902665-21-8
- Strategien der Wirtsfindung. Matthes & Seitz, Berlin 2017, ISBN 978-3-95757-402-2